# St. Maria (Schney)

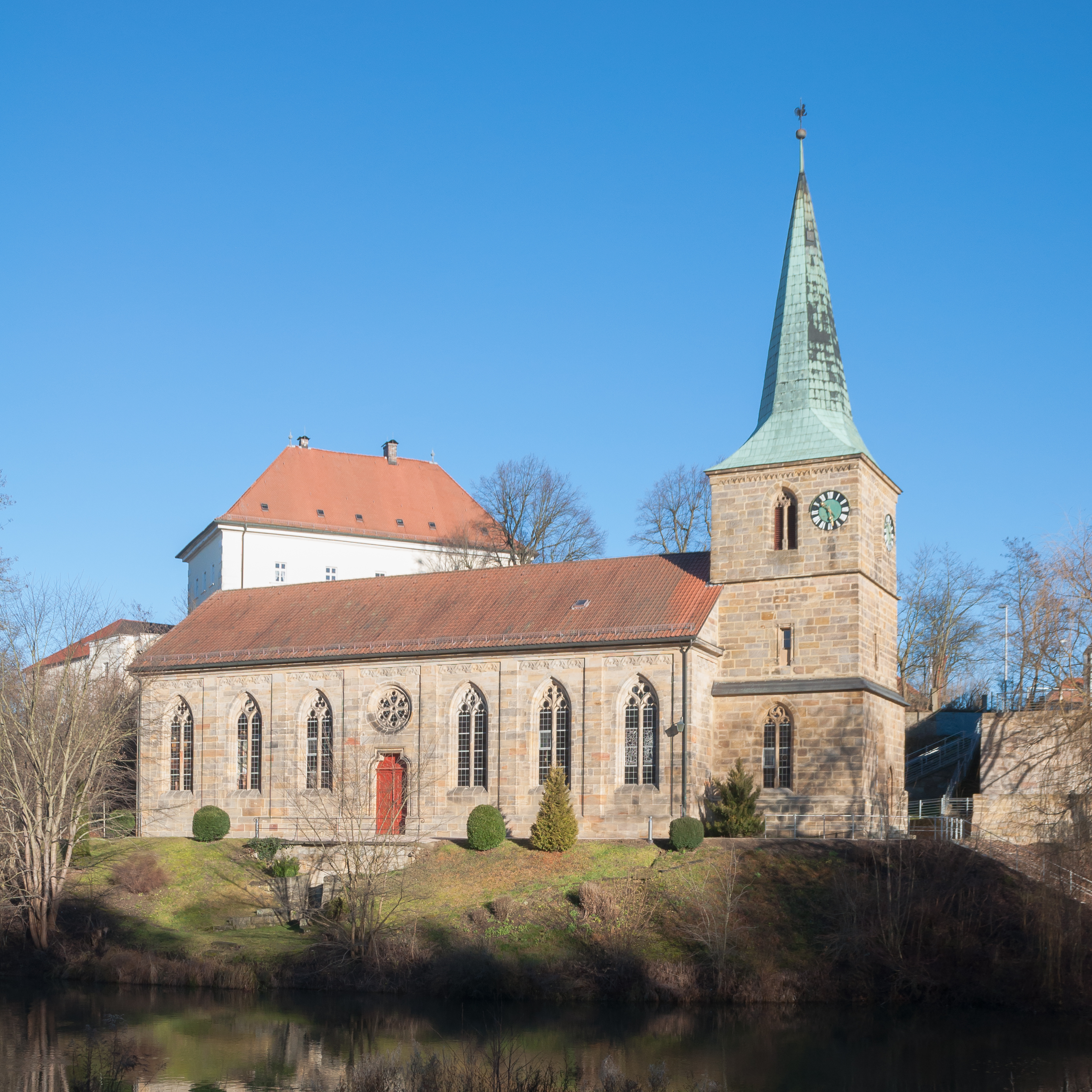
St. Maria in Schney

Die evangelisch-lutherische Pfarrkirche St. Maria in Schney, einem Gemeindeteil der Stadt Lichtenfels im oberfränkischen Landkreis Lichtenfels, stammt aus dem Jahr 1840. Die Pfarrei gehört zum Dekanatsbezirk Michelau des Kirchenkreises Bayreuth der Evangelisch-Lutherischen Kirche in Bayern.

## Baugeschichte
Das erste Gotteshaus in Schney war vermutlich eine Kapelle, die mit dem Schloss Schney im 14. Jahrhundert errichtet wurde. Im Jahr 1455 wurde die Kirche erwähnt, als der Bamberger Bischof Anton von Rotenhan einen Seelsorger nach Schney entsandte. Der älteste Kirchenteil ist das Turmsockelgeschoss, das im Kern wohl aus dem späten 15. Jahrhundert stammt. Grundherren in Schney waren die von Schaumberg von 1503 bis 1690. Ab 1525 predigte der verheiratete Pfarrer Friedrich Schwalb im lutherischen Sinne. Im Jahr 1528 musste er das Diözesangebiet des zuständigen Würzburger Bischofs verlassen. Ab den 1570er Jahren wirkte in Schney erneut ein evangelischer Pfarrer. In Folge der Gegenreformation wurde 1629 wieder ein katholischer Geistlicher eingesetzt. Zwanzig Jahre später wurde Schney endgültig evangelisch.
Das Turmobergeschoss wurde 1587 neu errichtet. Das Langhaus entstand von 1837 bis 1840, nachdem der seit 1777 schadhafte Vorgängerbau im Jahr 1833 wegen Einsturzgefahr gesperrt worden war. Die Ausführung oblag den Maurermeistern Johann Pfrank und Joseph Schnappauf sowie dem Zimmermeister Höhn. Das Sandsteinmaterial stammte vom abgebrochenen Prälatenbau des Klosters Langheim. Im gleichen Zeitraum wurde der Turmhelm erneuert.:S. 163

## Baubeschreibung
Der geostete, unverputzte Sandsteinquaderbau steht unmittelbar südlich des Schlosses am Hang. Das Sockelgeschoss des dreigeschossigen Turmes war ursprünglich der Chor. Seit den Umbauten im 19. Jahrhundert, als der spitze Chorbogen zugemauert wurde, wird das Sockelgeschoss als Sakristei genutzt. Den Raum überspannt ein Netzgewölbe, ihn belichten zwei spitzbogige Fenster mit zweibahnigem Maßwerk. An der Nordseite des ersten Turmobergeschosses befindet sich ein Sandsteinrelief von 1587 mit einem Allianzwappen derer von Schaumberg und von Waldenfels zu Lichtenberg. Das zweite Obergeschoss hat nach allen Seiten je ein spitzbogiges Schallfenster mit zweibahnigem Maßwerk. Einem Fries aus Spitzbogen oder verschränkten Rundbogen unter der Traufe folgt ein achteckiger spitzer Turmhelm als Dachkonstruktion.:S. 164
Das Langhaus hat sieben Achsen, sechs mit spitzbogigen Maßwerkfenstern und in der mittleren Achse jeweils eine Seitentür sowie darüber ein Rundfenster. Eine Flachdecke über einer Hohlkehle überspannt den Innenraum. Lisenen und unter der Traufe Spitzbogenfriese gliedern die Fassade. Der obere Abschluss des Kirchenschiffes ist ein ziegelgedecktes Satteldach. Die Westfassade hat zwei spitzbogige Maßwerkfenster, ein Mittelportal und ein Rundfenster im Giebel.:S. 164

## Ausstattung
Das Taufbecken aus Sandstein mit einem reich profilierten Fuß stammt aus dem Jahr 1580. An der Kanzel befindet sich ein Holzrelief des Erzengels Michael aus dem Zeitraum 1520 bis 1530. In der Sakristei steht ein Epitaph des Hanns von Schaumberg (1589) und seiner Ehefrauen Cordula, gebürtige Marschalk von Ebneth (1560) und Barbara, gebürtige von Wallenfels zu Lichtenberg (1591). Außerdem befinden sich dort vier farbig gefasste Sandsteinreliefs des ausgehenden 16. Jahrhunderts, die vermutlich eine Kanzelbrüstung waren.

### Orgel

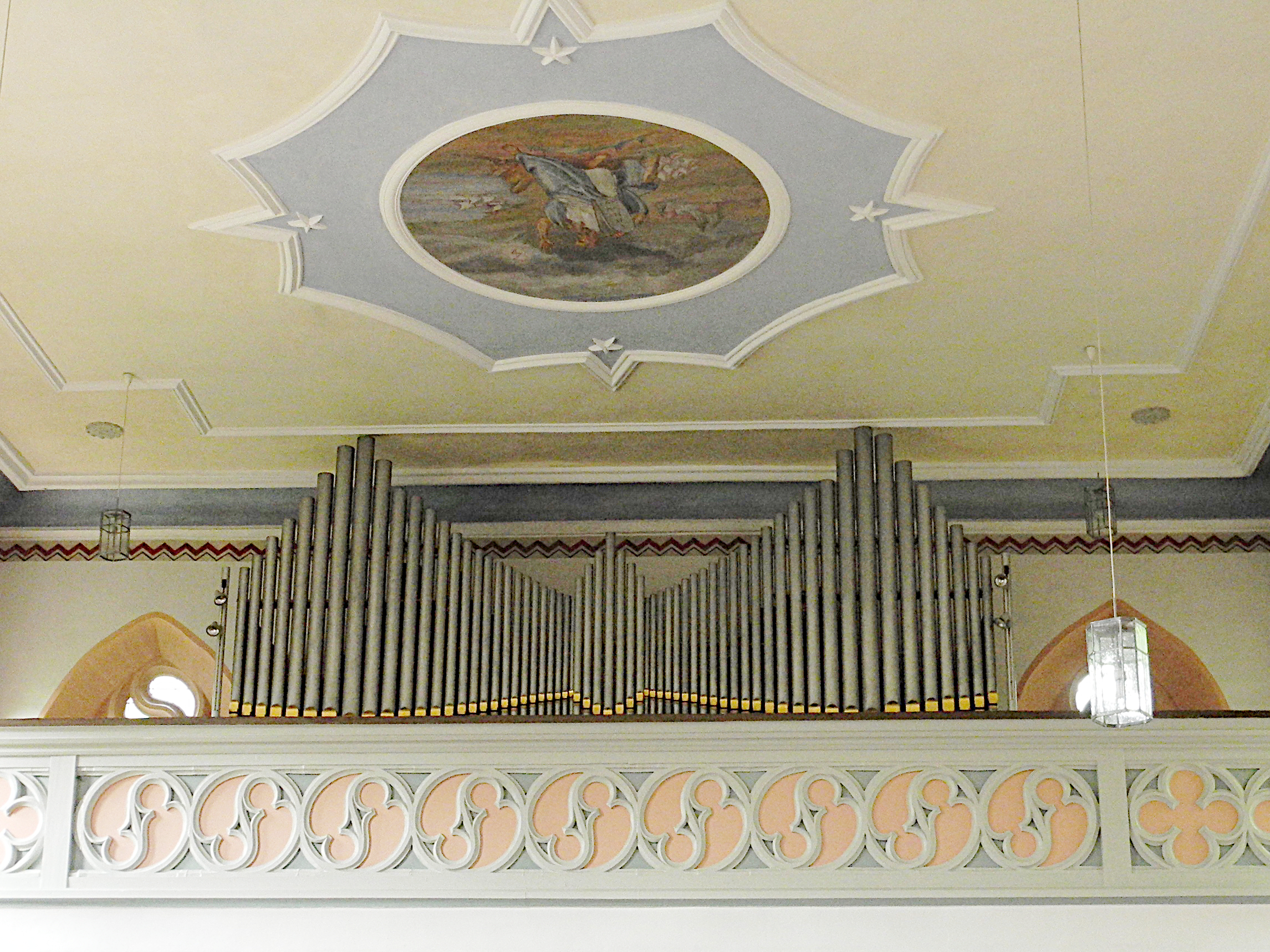
Orgel

Die Orgel stellte 1892 der Nürnberger Johannes Strebel auf. Das 1957 durch den Orgelbauer Otto Hoffmann aus Ostheim vor der Rhön umgebaute Instrument hat 16 Register auf zwei Manualen und Pedal.